# Charlestown (Maryland)
Pour les articles homonymes, voir Charlestown.
La ville de Charlestown est située dans le comté de Cecil, dans l’État du Maryland, aux États-Unis. Sa population s’élevait à 1 183 habitants lors du recensement de 2010, estimée à 1 192 habitants en 2017.

## Source
- (en) Cet article est partiellement ou en totalité issu de l’article de Wikipédia en anglais intitulé « Charlestown, Maryland » (voir la liste des auteurs).